# SN Álvaro Alberto (SN-10)
El SN Álvaro Alberto (SN-10) será el primer submarino de ataque de propulsión nuclear de Brasil. Está siendo construido por la empresa naval estatal Itaguaí Construções Navais (ICN). El proyecto es parte de una asociación estratégica firmada entre Francia y Brasil que también incluyó la transferencia total de tecnología y apoyo para la construcción de cuatro submarinos clase Scorpène de propulsión convencional ampliados.
El submarino lleva el nombre del ex vicealmirante de la Marina de Brasil y científico Álvaro Alberto da Motta e Silva, quien fue el responsable de la implementación del programa nuclear brasileño.

## Historia
El proyecto de submarino nuclear de la Marina se remonta a la década de 1970 cuando se decidieron que Brasil debería obtener los tres procesos vitales antes de comenzar la construcción de un submarino nuclear: el dominio del ciclo del combustible nuclear, el desarrollo de un moderno casco submarino y finalmente el desarrollo de un reactor nuclear nacional para fines navales.
El inicio del proyecto para el dominio del ciclo del combustible nuclear y reactores nucleares ocurrió en 1979 y en 1982. Los científicos obtuvieron su primer logro al adoptar la técnica de ultracentrifugación para el enriquecimiento y aprender sobre la tecnología del hexafluoruro. Así los investigadores del proyecto lograron el enriquecimiento de uranio isotópico con centrífugas construidas íntegramente en Brasil y durante un período de aproximadamente 20 años, el país adquirió el ciclo de combustible nuclear completo y pudo comenzar la construcción del reactor nuclear naval.

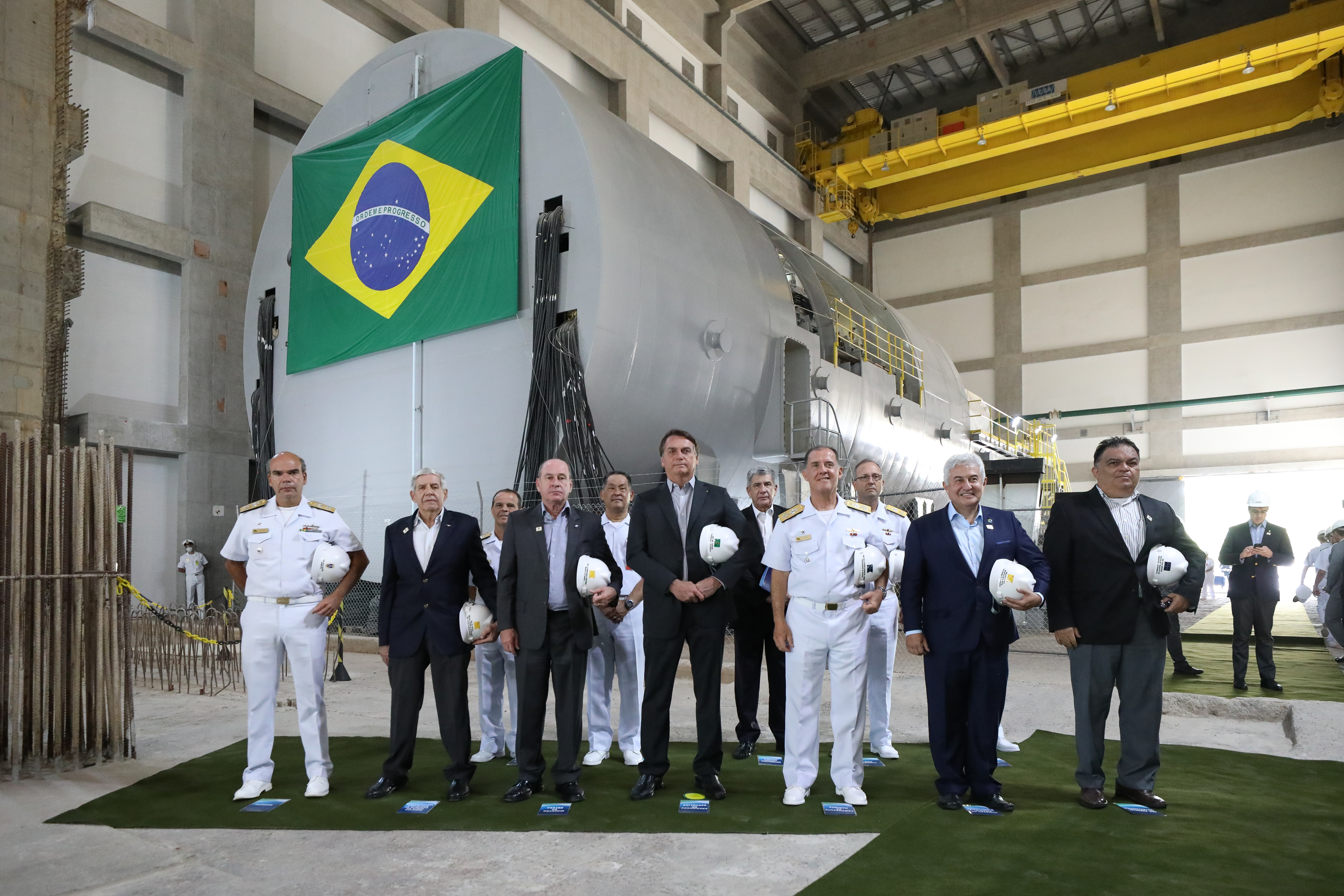
Prototipo en tierra del reactor del submarino (LABGENE) en 2020

En 2008, Brasil compró a Francia cuatro submarinos de propulsión convencional clase Scorpène en una transacción de US$ 10 mil millones, con un acuerdo total de transferencia de tecnología, entregando al país el conocimiento para el diseño y construcción de cascos de submarinos modernos. El proyecto se inició en 2012 a través del Programa de Desarrollo de Submarinos (PROSUB), con la base de la isla de Madeira en Río de Janeiro como punto de desarrollo y fabricación de submarinos, el primer submarino brasileño de clase Scorpène, Riachuelo, fue botado en 2018. 
Un grupo de ingenieros, oficiales y funcionarios, recibieron formación teórica de la DCNS en Cherburgo y, en 2018, más de 400 ingenieros brasileños trabajaron en el personal del proyecto del submarino nuclear, originalmente formado por el grupo que recibió formación en Francia.

### Construcción
Itaguaí Construções Navais (ICN), tras contracto inicial firmado en finales de 2021, comenzó la construcción de la Sección de Calificación del submarino al 4 de octubre de 2023 con el corte de la primera placa de acero.
Se comenzaron a construir las primeras partes de la 'Sección C' en junio de 2024, es la sección más crítica y compleja del casco resistente pues que albergará la planta nuclear del submarino.
El prototipo a escala real de la sección del reactor, Bloque 40, del submarino basado en tierra, en el Labgene (Laboratório de Geração de Energia Nucleoelétrica) deberá entregarse en 2025.

### Política nuclear de Brasil
El país tiene una política de no armas nucleares desde la década de 1990. No obstante, los expertos del Laboratorio Nacional de Los Álamos concluyeron que Brasil desarrolló la capacidad tecnológica para desplegar armas nucleares y si la política actual del país sobre este tipo de armamento cambia, podría producir uranio altamente enriquecido utilizando centrífugas para este tipo de armamento. En cambio, el país optó por trabajar en el desarrollo de una flota de submarinos nucleares así la organización Bulletin of the Atomic Scientists describió a Brasil como "el único estado sin armas nucleares a punto de lanzar un submarino de propulsión nuclear". Carlo Patti, autor de Brazil in the Global Nuclear Order, dijo al periódico The Economist que la búsqueda nuclear de Brasil colocó al país "en el umbral entre ser un estado nuclear y no ser un estado nuclear". 
Esa política, dicen los expertos, independizó a Brasil en el campo de la tecnología nuclear y permitió "mantener su reputación internacional como potencia responsable entre las instituciones para la no proliferación nuclear".

## Características
Álvaro Alberto tiene muchas similitudes con su antecesor convencional de la clase Scorpène. El primer submarino nuclear brasileño tendrá una manga de 9,8 m (32 pies) para albergar el reactor nuclear de agua a presión (PWR), con 100 m de longitud y 6000 toneladas de desplazamiento serán propulsados por un sistema de propulsión completamente eléctrico de 48 MW (64 000 hp).